# Grand fauconnier de Bretagne

## Office
La charge de maître de la fauconnerie de Bretagne ne date que du XVe siècle ; vers le milieu du même siècle, ce titre fut remplacé par celui de grand fauconnier. 

## Liste des grands fauconniers de Bretagne
| Dates | Titulaire                | Duc                 | Notes | Blason |
| ----- | ------------------------ | ------------------- | --- | ------ |
| 1409  | Bertrand de Saint-Gilles | Jean V le Sage      | D'azur, semé de fleurs de lys d'argent |        |
| 1409  | Rolland de Saint-Pou     | Jean V le Sage      | N.C. |        |
| 1418  | Robert de Saint-Pou      | Jean V le Sage      | N.C. |        |
| 1418  | Jean de Coetvenech       | Jean V le Sage      | N.C. |        |
| 1423< | Guillaume Le Vicomte     | Jean V le Sage      | D'azur, au croissant d'or |        |
| 1430  | Alain de Duault          | Jean V le Sage      | D'argent, au lion de sinople, armé et lampassé de gueules, couronné d'or |        |
| 1436  | Jean d'Auray             | Jean V le Sage      | Échiqueté d'or et d'azur |        |
| 1452  | Guyon de La Chapelle     | Pierre II le Simple | De gueules, à la fasce d'hermine |        |
| 1457  | Pierre Le Parisy         | Pierre II le Simple | Écartelé, aux 1 et 4 d'argent fretté de gueules, aux 2 et 3 d'azur à la croix losangée d'argent et de gueules |        |
| 1460  | Jean de Rohan            | François II         | Écartelé, aux 1 et 4 de gueules aux chaînes d'or ordonnées en orle, en croix et en sautoir, chargées en cœur d'une émeraude au naturel, aux 2 et 3 d'azur semé de fleurs de lys d'or, à la bande componée d'argent et de gueules ; sur le tout, parti, au 1 de gueules à neuf macles d'or 3, 3, 3, au 2 d'hermine plein |        |
| 1487  | Michel Ferron            | François II         | D'azur à six billettes d'argent, au chef de gueules chargé de trois annelets d'argent |        |
| 1489  | Guillaume de Lasdesseur  | Anne                | N.C. |        |